# Вожак (мультфильм)
«Вожак» — советский рисованный мультипликационный фильм режиссёра Константина Чикина 1978 года, снятый по мотивам одноимённого рассказа Юлиана Семёнова. Вторая работа в мультипликации знаменитого писателя.

## Сюжет
Старый вожак гусиной стаи собирает всех молодых гусей для того, чтобы рассказать всю правду о них и о людях, какие они бывают и на что способны. Он очень мудрый и достаточно многое повидал за свою жизнь. Он делится с ними тем, что люди очень жестокие и злые, а также повествует им о том, почему они убивают птиц и животных. Для него очень важно донести до них и научить их, что нужно быть осторожными и всегда находиться настороже. Молодые гуси слушаются вожака, после его рассказа они начинают вести себя очень осторожно и аккуратно, чтобы не попасть в какую-либо неприятную ситуацию или не попасться охотникам в сети.

## Создатели
| Автор сценария            | Юлиан Семёнов                                                           |
| Режиссёр                  | Константин Чикин                                                        |
| Художник-постановщик      | Генрих Уманский                                                         |
| Композитор                | Борис Буевский                                                          |
| Оператор                  | Александр Мухин                                                         |
| Звукооператор             | Игорь Погон                                                             |
| Художники-мультипликаторы | Михаил Титов, Яна Селезнёва, Нина Чурилова, В. Врублевский, Н. Зурабова |
| Ассистенты                | А. Лапчинская, Т. Черни, Ирина Сергеева                                 |
| Монтаж                    | Юны Сребницкой                                                          |
| Роли озвучивали           | В. Лановой, Д. Бабаев, А. Мовчан, Б. Вознюк                             |
| Редактор                  | С. Куценко                                                              |
| Директор картины          | Иван Мазепа                                                             |